# Homecoming (1948)
Homecoming is een film uit 1948 onder regie van Mervyn LeRoy.

## Verhaal
Lee gaat het leger in tijdens de Tweede Wereldoorlog en krijgt gelijk te maken met de strenge McCall. Toch bloeit er een affaire uit, maar Lee is al getrouwd...

## Rolverdeling
| Acteur       | Personage                   |
| ------------ | --------------------------- |
| Clark Gable  | Ulysses Delby 'Lee' Johnson |
| Lana Turner  | Jane 'Snapshot' McCall      |
| Anne Baxter  | Penny Johnson               |
| John Hodiak  | Robert Sunday               |
| David Clarke | Sergeant                    |
| Ray Collins  | Lt. Col. Avory Silver       |